# Amphiscolops marinelliensis
Amphiscolops marinelliensis är en plattmaskart som beskrevs av Beltagi och Khafagi 1984. Amphiscolops marinelliensis ingår i släktet Amphiscolops och familjen Convolutidae.
Artens utbredningsområde är Röda havet. Inga underarter finns listade i Catalogue of Life.